# 광저우 지하철 3호선
광저우 지하철 3호선(广州地铁3号线)은 중국 광둥성 광저우에 있는 지하철 노선 중 하나이다. 광저우 지하철 종합 공사가 운영한다. 노선 색상은  오렌지 색 이며, 바이윈 국제공항과 연결된 노선이다.

## 개요
광저우 지하철 3호선은 〈공항 남역〉 ~ 〈판위 광장 역〉을 연결하는 본선과 〈톈허 터미널 역〉 ~ 〈티위시루 역〉을 연결하는 지선으로 구성된 노선이다. 그러나 운전 계통은 톈허커롄 역 ~ 판위 광장 역 사이에는 공항 남역 ~ 티위시루 역 2 계통으로, 본선, 지선이라는 구분은 관계가 없다.
1호선과 2호선에 비해 차체 규격 및 터널 단면적이 작다. 영업최고 속도는 120 km/h (차량 최고 속도는 135 km/h), 지하 노선으로는 중국 대륙에서 가장 빠른 것이다.

## 역사
- 2005년 12월 26일 - 광저우 동역 ~ 티유씨루 역~ 커춘 역 구간을 개통
- 2006년 12월 30일 - 지선 구간 전선, 커춘 역 ~ 판위광장 역 개통
- 2010년 10월 30일 - 광저우 동역~공항 남역 구간 개통
- 2013년 12월 28일 - 츠강탑 역이 광저우 타워역 으로 개칭
- 2017년 12월 28일 - 가오정 역 개통
- 2018년 4월 26일 - 공항 남역~공항북 역 개통
- 2024년 11월 1일 - 판위광장 역~하이방 역 구간 개통

## 차량 정보
개업 초기에는 지멘스에서 제작한 3량 편성 차량을 사용하고 있었다. 그러나 3량은 혼잡이 심해 2010년부터 3량 편성을 2개 연결하여 6량으로 사용하고 있다. 이 경우 세 번째 차량과 네번째 차량 사이를 차내에서 통과 할 수 없다. 이후 증비된 차량은 6량 고정을 사용하고 있다.

## 노선 정보
- 노선 거리 (영업 거리) : 본선 67.4 km 지선 7.5 km 총 74.9 km
- 궤간: 1435mm (표준궤)
- 역 수 : 본선 28역, 지선 6역, 총 34역
- 복선 구간: 전 노선
- 전철화 구간: 전 구간 (직류1500V, 가선집전방식)
- 차량 기지: 자허왕간 차량시압소(광저우 지하철 2호선.3호선과같이사용)
- 지상 구간 : 없음(차량기지만 지상.서울지하철 5호선.6호선과동일)
- 주행 방향: 우측통행

## 역 목록

### 본선
| 번호  | 역명                 | 중국어              | 영어표기                       | 영업거리 | 환승                                                    | 위치     |
| ----- | -------------------- | ------------------- | ------------------------------ | -------- | ------------------------------------------------------- | -------- |
| 3호선 |                      |                     |                                |          |                                                         |          |
| 330   | 공항 북 (터미널 2)   | 机场北（2号航站楼） | Airport North (Terminal 2)     |          | ■ 22호선 (공사중) CAN T2 바이윈 공항 북역               | 화두구   |
| 329   | 공항 남역 (터미널 1) | 机场南（1号航站楼） | Airport South (Terminal 1)     |          | ■ 22호선 (공사중) CAN T1                                | 화두구   |
| 328   | 가오쩡               | 高增                | Gaozeng                        |          | ■ 9호선                                                 | 바이윈구 |
| 327   | 런허                 | 人和                | Renhe                          |          | ■ 22호선 (공사중)                                       | 바이윈구 |
| 326   | 룽구이               | 龙归                | Longgui                        |          |                                                         | 바이윈구 |
| 325   | 자허왕강             | 嘉禾望岗            | Jiahe Wanggan                  |          | ■ 2호선 ■ 14호선                                        | 바이윈구 |
| 324   | 바이윈다다오 북      | 白云大道北          | Baiyun Dadaobei                |          |                                                         | 바이윈구 |
| 323   | 융타이               | 永泰                | Yongtai                        |          |                                                         | 바이윈구 |
| 322   | 퉁허                 | 同和                | Tonghe                         |          |                                                         | 바이윈구 |
| 321   | 징시 남방 병원       | 京溪南方医院        | Jingxi Southern Hospital       |          |                                                         | 바이윈구 |
| 320   | 메이화위안           | 梅花园              | Meihuayuan                     |          |                                                         | 바이윈구 |
| 319   | 옌탕                 | 燕塘                | Yantang                        |          | ■ 6호선                                                 | 톈허구   |
| 318   | 광저우 동역          | 广州东站            | Guangzhou East Railway Station |          | ■ 1호선 ■ 11호선 (공사중) ■ 18호선 (공사중) 광저우 동역 | 톈허구   |
| 317   | 린허시               | 林和西              | Linhexi                        |          | ■ APM선                                                 | 톈허구   |
| 311   | 티위시루             | 体育西路            | Tiyu Xilu                      |          | ■ 1호선 ■ 지선 ■ 10호선 (공사중) ■ 13호선 (공사중)      | 톈허구   |
| 310   | 주장신청             | 珠江新城            | Zhujiang New Town              |          | ■ 5호선                                                 | 톈허구   |
| 309   | 광저우탑             | 广州塔              | Canton Tower                   |          | ■ APM선 ■ 12호선                                        | 하이주구 |
| 308   | 커춘                 | 客村                | Kecun                          |          | ■ 8호선                                                 | 하이주구 |
| 307   | 다탕                 | 大塘                | Datang                         |          | ■ 11호선                                                | 하이주구 |
| 306   | 리자오               | 沥滘                | Lijiao                         |          | ■ 광포선                                                | 하이주구 |
| 305   | 샤자오               | 厦滘                | Xiajiao                        |          |                                                         | 판위구   |
| 304   | 다시                 | 大石                | Dashi                          |          |                                                         | 판위구   |
| 303   | 한시창룽             | 汉溪长隆            | Hanxi Changlong                |          | ■ 7호선 광저우창룽 역                                   | 판위구   |
| 302   | 스차오               | 市桥                | Shiqiao                        |          |                                                         | 판위구   |
| 301   | 판위 광장            | 番禺广场            | Panyu Square                   |          | ■ 18호선 ■ 22호선                                       | 판위구   |
| 301-1 | 뱅강                 | 傍江                | Bangjiang                      |          |                                                         | 판위구   |
| 301-2 | 시기남               | 石碁南              | Shiqinan                       |          |                                                         | 판위구   |
| 301-3 | 하이종루             | 海涌路              | Haichong Lu                    |          |                                                         | 판위구   |
| 301-4 | 하이방               | 海傍                | Haibang                        |          | ■ 4호선                                                 | 판위구   |

### 지선
- 지선은 앞으로 10호선으로 전환됩니다.

| 번호       | 역명              | 중국어     | 영어표기                      | 영업거리 | 환승                              | 위치   |
| ---------- | ----------------- | ---------- | ----------------------------- | -------- | --------------------------------- | ------ |
| 3호선 지선 |                   |            |                               |          |                                   |        |
| 316        | 톈허 터미널 역    | 天河客运站 | Tianhe Coach Terminal         |          | ■ 6호선                           | 톈허구 |
| 315        | 우산 역           | 五山站     | Wushan                        |          |                                   | 톈허구 |
| 314        | 화남 사범 대학 역 | 华师站     | South China Normal University |          | ■ 11호선                          | 톈허구 |
| 313        | 강딩 역           | 岗顶站     | Ganding                       |          |                                   | 톈허구 |
| 312        | 스파이차오 역     | 石牌桥站   | Shipanqiao                    |          |                                   | 톈허구 |
| 311        | 티위시루 역       | 体育西路站 | Tiyu Xilu                     |          | ■ 1호선 ■ 3호선 ■ 13호선 (공사중) | 톈허구 |

## 기타
2010년 10월 30일 광저우 바이윈 국제공항 구간이 개통되었다. 지하철 3 호선의 북쪽 연장 구간에 대해 엔지니어 종지앙은 당국은 안전성에 대해 "문제 없음"이라고 했지만, 회사는 보고할 때 숫자를 위조하고, 터널강도 등 안전 기준을 전혀 충족하지 발표했다. 안전 감리 회사가 여섯 곳을 조사해 한 곳에서만 간신히 기준을 충족했지만, 다른 부분에 대해서는 크게 기준치를 밑돌았다고 주장하였다.

## 같이 보기
- 광저우 지하철